# Orchithemis pulcherrima
Orchithemis pulcherrima är en trollsländeart som beskrevs av Brauer 1878. Orchithemis pulcherrima ingår i släktet Orchithemis och familjen segeltrollsländor. IUCN kategoriserar arten globalt som livskraftig. Inga underarter finns listade i Catalogue of Life.